# بسک (تالش)
بسک، روستایی از توابع بخش مرکزی شهرستان طوالش در استان گیلان ایران است.

## جمعیت
این روستا در دهستان کوهستانی تالش قرار دارد و براساس سرشماری مرکز آمار ایران در سال ۱۳۸۵، جمعیت آن ۳۲۳ نفر (۸۳خانوار) بوده‌است.

## نژاد و مذهب
مردمان بسک از نژاد و قوم تالش هستند و اکثر آنها به زبان تالشی صحبت می‌کنند و مذهب بسکی‌ها نیز سنی شافعه‌ای می‌باشد.